# Cannelle, Corse-du-Sud
Cannelle är en kommun i departementet Corse-du-Sud på ön Korsika i Frankrike. Kommunen ligger  i kantonen Cruzini-Cinarca som tillhör arrondissementet Ajaccio. År 2022 hade Cannelle 72 invånare.

## Befolkningsutveckling
Antalet invånare i kommunen Cannelle
Referens:INSEE